# Maxenci
Marc Aureli Valeri Maxenci (en llatí: Marcus Aurelius Valerius Maxentius) fou emperador romà del 306 al 312. Era fill de Maximià Herculi i d'Eutròpia i es va casar amb la filla de Galeri. Va aprofitar la situació de descontentament a la ciutat de Roma per autoproclamar-se emperador. Els altres emperadors de la tetrarquia s'hi van oposar i finalment van ser les tropes de Constantí el Gran que van posar fi a la seva vida.

## Context històric
L'Imperi Romà estava governat per una tetrarquia que implicava que la responsabilitat de govern estava repartida entre quatre emperadors respecte a dues meitats del territori, sense que això comportés la creació de dos Estats independents. L'emperador Dioclecià va ser qui va idear aquest sistema: en primer lloc hi havia dos emperadors anomenats augusts; la meitat oriental se la va quedar per a ell mateix i la meitat occidental la va confiar a Maximià. Cadascun d'aquests emperadors va nomenar un successor amb el títol de cèsar, dos homes que s'havien destacat a l'exèrcit: Constanci Clor per a occident i Galeri per a orient. Vint anys després d'iniciar-se el regnat de Dioclecià, va decidir que era el moment de retirar-se, però abans d'abdicar es va reunir amb Maximià i van acordar que els propers cèsars, quan Constanci i Galeri fossin ascendits al rang d'augusts, serien el fill de Constanci, anomenat Constantí, i el de Maximià, Maxenci, que s'havien criat com a germans a Nicomèdia. Ara bé, quan va arribar el moment, l'1 de maig del 305, davant l'estupor de les tropes aplegades a Milà, Dioclecià va anunciar que els escollits com a nous cèsars eren Sever i Maximí Daia. Sembla que el canvi de plans havia estat instigat per Galeri, en el cas de Sever perquè era el seu home de confiança i en el de Maximí per la relació de parentiu, ja que mai havia destacat especialment en l'exèrcit. D'altra banda és possible que Maxenci no fou inclòs en el repartiment de successions pel seu caràcter indolent.

## La revolta de Maxenci
En aquell temps els impostos eren molt elevats i el descontentament de la població era important; a la ciutat de Roma el descontentament era encara més gran perquè les ciutats de Nicomèdia i Milà li havien pres rellevància, ja que havien estat convertides en les residències dels augusts. A més, el nou sistema tetràrquic llevava importància al senat i corrien rumors que es volia dissoldre la guàrdia pretoriana.
Maxenci es va posar al front del partit que ell anomenava «dels patriotes» i va organitzar una conspiració amb homes de tots els rangs; una revolta va esclatar el 28 d'octubre del 306 i Maxenci fou proclamat sense gaire resistència emperador a Roma, amb el suport del senat, el poble i els soldats; la resta d'Itàlia va secundar la capital; també a la província d'Àfrica el van reconèixer.
Sever II, a qui corresponien aquestes províncies, va marxar cap a Roma per sufocar la revolta, però les seves tropes van desertar quan el seu antic comandant, Maximià, va abandonar el seu retir a Lucània, a petició del seu fill, i va assumir altre cop la porpra. Sever es va haver de retirar cap a Ravenna perseguit per Maximià. Es podia haver defensat a Ravenna, molt difícil de conquerir, però, mal aconsellat, va decidir lliurar-se al vencedor i demanar clemència; Maxenci i Maximià només li van concedir escollir la manera de morir (307).

## Constantí i Licini
Maxenci va haver de lluitar per mantenir el seu reconeixement com a emperador amb dos competidors més, per la part occidental. El nomenament de Sever no havia estat ben acceptat per Constanci Clor, el qual a la seva mort el 306, va instigar les tropes perquè proclamessin emperador al seu fill Constantí. Maxenci, al començament va evitar de fer servir els títols de cèsar o august i es feia dir princeps invictus, amb l'esperança d'obtenir el reconeixement de l'emperador de la meitat oriental de l'imperi, Galeri. Aquest, però, es va negar a reconèixer'l, ja que, a banda de sentir antipatia per ell, volia evitar que Constantí i Maenci servissin d'exemple a altres que es volguessin autoproclamar emperadors. El 307 va voler establir relacions d'amistat amb Constantí i, durant l'estiu, Maximià va viatjar a la Gàl·lia i es va arranjar el matrimoni entre amb Fausta, la filla de Constantí. Malgrat aquest reconeixement per part de Constantí, no va voler enemistar-se amb Galeri, i no va donar suport militar a Maxenci quan Galeri va envair la part occidental intentant deposar-lo, però sense aconseguir-ho. Galeri va avançar llavors des d'Il·líria, però Maximià, amb el seu talent militar, va establir un sistema defensiu que va paralitzar el seu enemic; evacuats els camps i sense subministraments, avançava sense obstacle, però cada vegada més lluny de les seves línies, fins que es va considerar prudent fer ofertes de pau; aquestes foren rebutjades i llavors es va retirar.
Per tal de restablir el sistema de la tetrarquia, el 308 Dioclecià i Maximià es van trobar a Carnuntum i van elegir august a Licini I, a Constantí el van reconèixer com a cèsar, i a Maximí Daia que esperava ser proclamat august (tot i que no li corresponia abans de morir Galeri) es va haver d'acontentar amb el títol de Filii Augustorum.
Probablement a l'abril, Maximià va provar de deposar el seu fill i va convocar una reunió de soldats a Roma; per a la seva sorpresa els soldats van decidir romandre fidels al Maxenci. Maxenci es va desempallegar tan aviat com va poder del seu pare i li va demanar que abdiqués. Maximià, tement per la seva vida, va fugir a cercar refugi amb Constantí.
Llavors va arribar la notícia que el governador de les províncies africanes, Domici Alexandre, s'havia erigit en independent; la qual cosa era un greu problema, ja que aquella regió era un dels principals subministradors de cereals de l'imperi.
El 309 va morir el seu fill gran Valeri Ròmul, d'uns catorze anys, fet que el va afectar profundament. El noi va ser deïficat i li van donar sepultura en un mausoleu a la Vil·la de Maxenci, a la Via Àpia. Per aquella època Maxenci va encomanar algunes obres a la ciutat: un circ, una basílica al fòrum principal, que serviria de lloc de reunions, el Porticus margaritaria i la reparació de la muralla. Amb la mort de Maximià el 310, les relacions amb Constantí es van deteriorar i Maxenci es va aliar amb Maximí Daia, emperador de la part oriental, contra Constantí i Licini.
El 310 Maxenci va enviar una expedició a Àfrica, on el les seves tropes van estar lluitant per derrotar Alexandre, fita que van aconseguir el 311. El país fou arrasat i la mateixa Cartago, encara una ciutat esplèndida en aquesta època, fou escenari de les lluites i va quedar destruïda en part; després Maxenci va retornar a Roma per celebrar el triomf.

## La guerra per la supremacia d'Occident

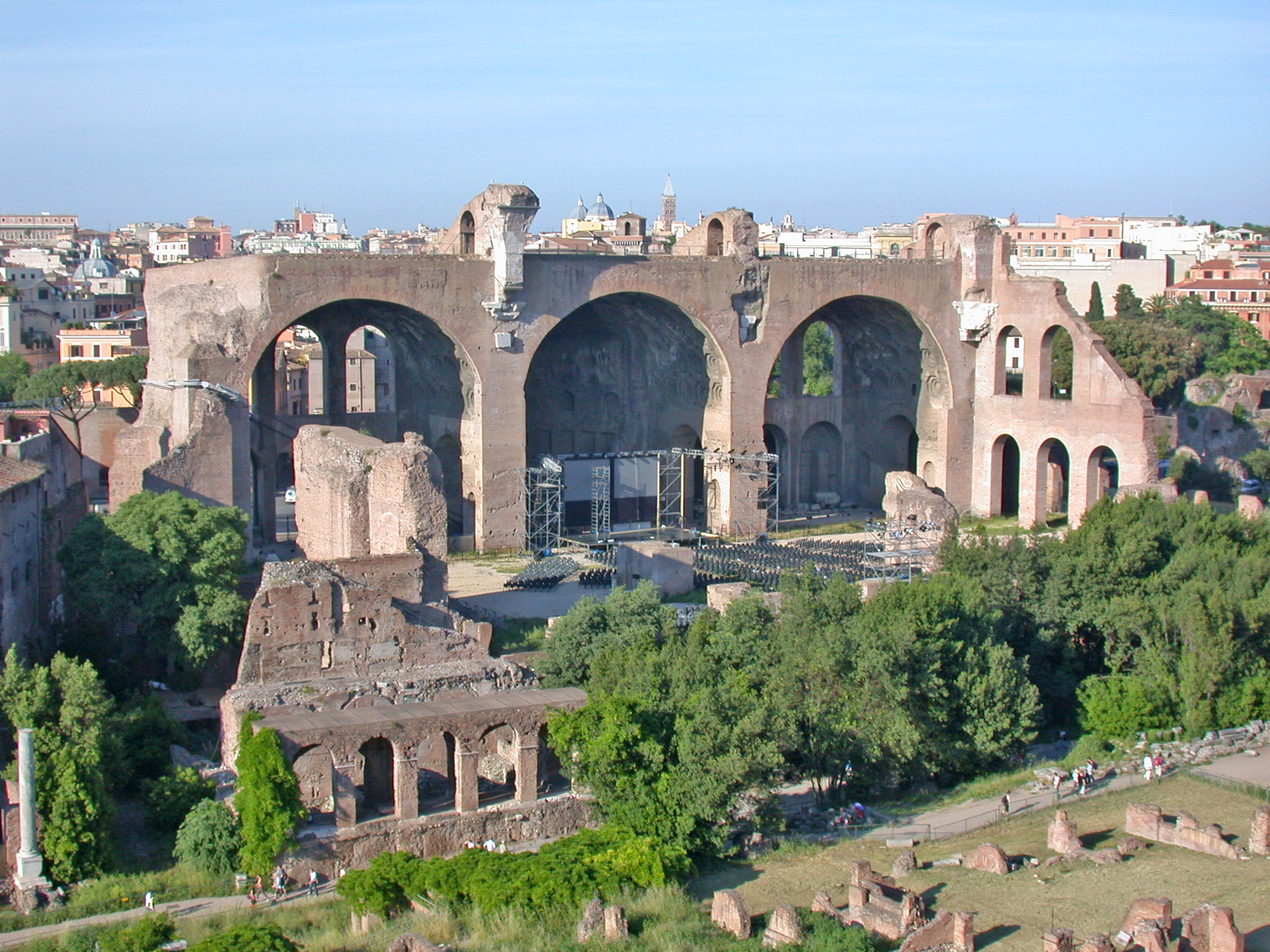
La Basílica de Maxenci al Fòrum Romà, edifici acabat pel seu rival Constantí. Les despeses de construcció d'aquest i altres edificis el van obligar a pujar els impostos i això el va fer perdre suport popular.

Maxenci va decidir conquerir tot l'Occident i va declarar la guerra a Licini I i a Constantí. El 310, Maxenci va perdre Ístria en una batalla contra Licini. A mitjan 310, Galeri estava massa malalt per implicar-se en assumptes polítics i va morir poc després del 30 d'abril del 311. La mort de Galeri va acabar de desestabilitzar el que quedava de la tetrarquia. En saber la notícia, Maximí Daia es va mobilitzar contra Licini, i es va apoderar d'Àsia Menor abans d'enfrontar-se a Licini, amb el qual es va trobar al Bòsfor per tal d'acordar un tractat de pau. Mentrestant, Maxenci havia fortificat el nord d'Itàlia i va aprofitar la victòria de les seves tropes a Àfrica per guanyar-se el suport de gent poderosa prometent a canvi cereal africà. També va cercar el suport dels cristians d'Itàlia, permetent-los l'elecció d'un nou bisbe, Eusebi. Malgrat tots els seus esforços, tenia pocs partidaris a Roma per haver apujat els impostos. L'elecció d'un bisbe tampoc va ajudar gaire, ja que la persecució de Dioclecià havia dividit la comunitat cristiana entre els "autèntics" i els que havien fet apostasia per salvar les seves vides.
L'estiu del 311, Maxenci va aprofitar que Licini estava ocupat amb assumptes a orient, per declarar la guerra a Constantí, posant com a excusa el tractament donat al seu pare Maximià. Constantí, per tal d'evitar que Maxenci formés una aliança hostil amb Licini, es va avançar i va oferir a Licini el matrimoni amb la seva germana Constància (hivern del 311–312). Maxí Daia va considerar aquest apropament una desconsideració cap a ell i va enviar ambaixadors a Roma, oferint reconeixement polític a Maxenci a canvi de suport militar.
Constantí va rebre la petició d'una part dels senadors descontents amb Maxenci, de combatre'l. Constantí es va avançar als plans de Maxenci i va travessar els Alps Cottis (Mont Cenis), va derrotar l'avantguarda de Maxenci a Torí i va entrar a Milà. Verona fou assetjada i davant les seves muralles, Maxenci va patir una seriosa derrota. Una segona batalla es va lliurar a Saxa Rubra, prop de Roma, el 28 d'octubre del 312, de la qual Constantí sortí victoriós. Maxenci es va ofegar al Tíber quan mirava d'escapar-se i fou llençat a l'aigua per la multitud de fugitius que també volien travessar el Pont Milvi. Això va passar just el dia que feia sis anys que havia estat proclamat emperador.
Constantí va entrar a Roma i fou l'únic sobirà de l'occident; la llegenda diu que Constantí va veure en un somni una creu amb les paraules ἐν τούτῳ νίκα ('amb aquest signe guanyaràs') i que per això la va adoptar a la batalla contra Maxenci. Més tard, va considerar que la seva victòria s'havia degut a la creu i per això va afavorir el cristianisme.